# Canyon, Texas
Canyon là một thành phố thuộc quận Randall, tiểu bang Texas, Hoa Kỳ. Năm 2010, dân số của xã này là 13303 người.

## Dân số
- Dân số năm 2000: 12875 người.
- Dân số năm 2010: 13303 người.